# Port Washington North
Port Washington North és una població dels Estats Units a l'estat de Nova York. Segons el cens del 2000 tenia 2.700 habitants.

## Demografia
Segons el cens del 2000, Port Washington North tenia 2.700 habitants, 1.063 habitatges, i 767 famílies. La densitat de població era de 2.171,8 habitants per km².
Dels 1.063 habitatges en un 31,7% hi vivien nens de menys de 18 anys, en un 61,8% hi vivien parelles casades, en un 7,6% dones solteres, i en un 27,8% no eren unitats familiars. En el 24,4% dels habitatges hi vivien persones soles el 10,3% de les quals corresponia a persones de 65 anys o més que vivien soles. El nombre mitjà de persones vivint en cada habitatge era de 2,53 i el nombre mitjà de persones que vivien en cada família era de 2,99.
Per edats la població es repartia de la següent manera: un 22,7% tenia menys de 18 anys, un 4,8% entre 18 i 24, un 28,8% entre 25 i 44, un 29% de 45 a 60 i un 14,7% 65 anys o més.
L'edat mediana era de 41 anys. Per cada 100 dones de 18 o més anys hi havia 92,1 homes.
La renda mediana per habitatge era de 89.287 $ i la renda mediana per família de 100.730 $. Els homes tenien una renda mediana de 75.427 $ mentre que les dones 52.315 $. La renda per capita de la població era de 46.378 $. Entorn del 4,1% de les famílies i el 5,5% de la població estaven per davall del llindar de pobresa.